# Janowskij (przystanek kolejowy)
Janowskij (ros. Яновский, остановочный пункт Яновский) – przystanek kolejowy w zachodniej Rosji, w osiedlu wiejskim Muryginskoje rejonu poczinkowskiego w obwodzie smoleńskim.

## Geografia
Przystanek położony jest 0,5 km od dieriewni Janowo, 6,5 km od drogi federalnej R120 (Orzeł – Briańsk – Smoleńsk – Witebsk), 30 km od drogi magistralnej M1 «Białoruś», 22 km od Smoleńska.
Leży na linii Kolei Moskiewskiej Rosławl I – Kołodnia. Na tym odcinku jest to linia jednotorowa.

## Rozkład jazdy
2 razy dziennie kursują pociągi podmiejskie relacji Poczinok – Smoleńsk i Smoleńsk – Poczinok.